# Seznam esperantských organizací
| Esperanto |  |
| |  |
| Jazyk |  |
| |  |
| - Akademie esperanta - Gramatika - Slovníky - Esperantologie - Abeceda - Číslovky - Fundamento - lernu! - Letní škola esperanta                                                                             |  |
| |  |
| Organizace |  |
| |  |
| - UEA - TEJO - E@I - EEU - SAT - Český esperantský svaz - Česká esperantská mládež - Esperantské kluby - Katolíci                                                                                           |  |
| |  |
| Dějiny |  |
| |  |
| - Ludvík Lazar Zamenhof - Časová osa - Buloňská deklarace - Ido-schizma - Krize ata/ita - Neutrální Moresnet - Interhelpo - Pražský manifest - Bona Espero - Esperantské město                              |  |
| |  |
| Kultura |  |
| |  |
| - Esperantská setkání - Pasporta Servo - Hudba - Rozhlas - Finvenkismus - Homaranismus - Kabei - Politika - La Espero - Stelo - Symboly (vlajka) - UK - IJK - Esperantista - Rodilí mluvčí - Zamenhofův den |  |
| |  |
| Literatura |  |
| |  |
| - Autoři - Esperantské časopisy - Esperantské slovníky - PIV - Wikipedie - KAEST |  |
| |  |
| Úhly pohledu |  |
| |  |
| - Propedeutická hodnota - Srovnání s idem - Srovnání s interlinguou - Reformy - Odpor vůči esperantu |  |

Mimo velkých vyjmenovaných svazů, existuje řada mezinárodních esperantských svazů, jako je mj. automobilový, nevidomých esperantistů, filatelistů, filologie, matematiků, hudebníků, ornitologů, radioamatérů, skautů, šachistů, turistů, vegetariánů, poštovních a telegrafních zaměstnanců. Většina svazů vydává svůj vlastní časopis.

## A
- Akademio de Esperanto je esperantistická organizace zabývající se jazykem.

## I
- Internacia Fervojista Esperanto-Federacio (IFEF) Mezinárodní železničářská esperantská federace. Jejím cílem je šířit užívání esperanta mezi železničáři, u železničářských organizací a institucí. Pořádá každoroční mezinárodní sjezdy, vydává odborné slovníky. Orgánem federace je: Internacia Fervojisto.
- Internacia Ligo de Esperantistaj Instruistoj (Mezinárodní svaz esperantských učitelů vydává časopis Internacia Pedagogia Revuo a byl přijat do Unesca v kategorii C.
- Internacia Scienca Asocio Esperantista. Mezinárodní vědecký svaz esperantský (ISAE). Má sekce: astronomickou, ekologickou, filologickou, geologickou, chemickou, informatickou a matematickou. Oficiálním orgánem je SCIENCA REVUO.
- Internacia Katolika Unuiĝo Esperantista (IKUE), Mezinárodní katolický svaz esperantistů, užívá esperanto v liturgii a misijní činností; spolupracuje s různými církevními organizacemi, institucemi a duchovními, aby je podnítil k užívání esperanta. Časopis: Espero Katolika. Spolupracuje a pořádá střídavě společné kongresy s Kristana Esperantista ligo (KELI), Křesťanskou ligou esperantistů. Cílem je vytvořit účinné vztahy mezi křesťany v různých zemích.

## M
- Mondpaca Esperanto-Movado (MEM), Světové mírové esperantské hnutí. Vysoce uznávaná organizace. Pracuje pro mír a odzbrojení. Jejím orgánem je revue Paco (Mír).

## S
- Sennacieca Asocio Tutmonda (SAT) byl založen v roce 1921 v Praze při příležitosti 13. světového esperantského sjezdu. Zakladatelem byl E. Lanti. Vydává časopisy: Sennaciulo a Sennacieca Revuo. Cílem tohoto svazu je prakticky užívat esperanto pro třídní cíle světového dělnictva; usnadnit styky mezi svými členy, vyučovat a vzdělávat své členstvo. SAT je významné nakladatelství a vyšla v něm díla: Kandido od Voltaira, Komunista Manifesto od K. Marxe a B. Engelse, Fausto od Goetha v překladu N. Barthelmesse, Stato kaj Revolucio od V. I. Lenina, a vydal v několika vydáních velký slovník Plena Vortaro de Esperanto a v poslední době dílo PleneaIlustrita Vortaro de Esperanto (1400 stran). Mezi čestnými předsedy byl: H. Barbusse, Romain Rolland, Albert Einstein, Lunačarskij aj. SAT má rovněž síť delegátů, vydává vlastní ročenku a pořádá každoročně svůj světový sjezd.

## T
- Tutmonda Esperantista Junulara Organizo (TEJO), Celosvětová esperantská mládežnická organizace. Jejím orgánem je revue Kontakto a „TEJO-pago“ v revui Esperanto. Cílem je budovat solidaritu a přátelství mezi mládeží různých států.

## U
- Universala Esperanto-Asocio (Světový esperantský svaz, nejvyšší esperantský svaz)
- Universala Medicina Esperanto-Asocio (UMEA), Světový lékařský esperantský svaz. Cíl: šířit a užívat esperanto v lékařských kruzích. Orgánem je Medicina Internacia Revuo a v Československu vycházel časopis Sano.